# Eaton Motor Carriage Company
Eaton Motor Carriage Company, hervorgegangen aus der Eaton Electric Motor Carriage Company, war ein US-amerikanischer Hersteller von Automobilen.

## Unternehmensgeschichte
Howard F. Eaton war ein Elektroingenieur in Boston in Massachusetts. Er stellte innerhalb von sechs Wochen ein Elektroauto her, das er 1898 auf einer Ausstellung in Boston präsentierte. Daraufhin gründete er das Unternehmen zur Fahrzeugproduktion. Der Markenname lautete Eaton, evtl. mit dem Zusatz Electric. Im Februar 1899 erfolgte die Umfirmierung. Ende 1900 kam es zum Bankrott.
Insgesamt wurden nur wenige Fahrzeuge verkauft. Royal Sheldon, Inhaber des Palace Theatre, war einer der Käufer. Weitere Fahrzeuge wurden nach London exportiert.

## Fahrzeuge
Im Angebot standen ausschließlich Elektroautos. Das Fahrzeug der Ausstellung wird als leichter Zweisitzer bezeichnet. Eine Abbildung zeigt einen offenen Zweisitzer mit Verdeck.
Eine Quelle meint, dass die Umfirmierung bedeuten könnte, dass auch Fahrzeuge mit anderen Antriebsarten geplant waren, findet dafür aber keine Belege.